# Brian Schweitzer

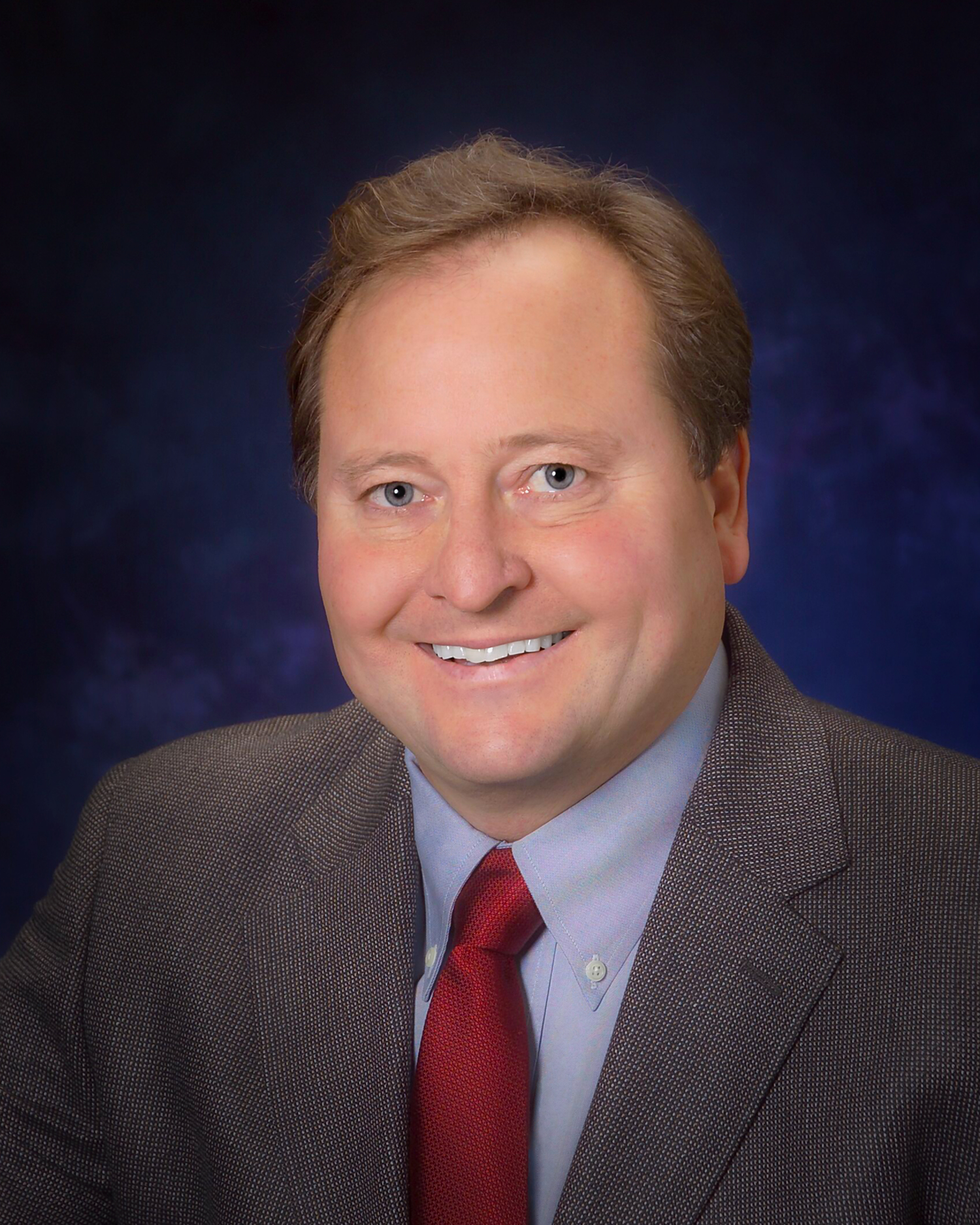
Brian Schweitzer (offizielles Porträtfoto als Gouverneur)

Brian David Schweitzer (* 4. September 1955 in Havre, Montana) ist ein US-amerikanischer Politiker der Demokratischen Partei. Vom 3. Januar 2005 bis zum 7. Januar 2013 war er Gouverneur des Bundesstaates Montana.

## Frühe Jahre und politischer Aufstieg
Brian Schweitzer stammt aus einer Viehzüchterfamilie und wurde als viertes von sechs Kindern geboren. Seine väterlichen Vorfahren waren Russlanddeutsche, die 1909 in die Vereinigten Staaten ausgewandert waren, während er von Seiten seiner Mutter irische Vorfahren hatte. Er schloss 1978 sein Studium in Landwirtschaft an der Colorado State University ab. Zwei Jahre später machte er seinen Master in Bodenkunde an der Montana State University. Danach arbeitete Schweitzer als Ingenieur für Bewässerungstechnik unter anderem in Afrika, Asien und Saudi-Arabien. 1986 kehrte er nach Montana zurück. Dort betätigte er sich als Rancher und gründete eine Firma für Bewässerungstechnik in Whitefish.
1992 wurde Schweitzer von Präsident Bill Clinton ins US-Landwirtschaftsministerium berufen, wo er bis 1999 in verschiedenen Positionen tätig war. Im Jahr 2000 kandidierte er vergeblich gegen Conrad Burns für den US-Senat. 2004 trat Brian Schweitzer zur Wahl für das Amt des Gouverneurs von Montana an. Als running mate wählte er sich dabei den gemäßigten Republikaner John Bohlinger. Er gewann mit ca. 4 % Unterschied gegen den republikanischen Staatssekretär Bob Brown.

## Gouverneur von Montana
In seiner Amtszeit setzte sich Schweitzer für umweltfreundlichen Bio-Treibstoff und Windenergie ein und förderte den Schutz des offenen Landes. Ganz allgemein galt Schweitzer als ein großer Anhänger des Umweltschutzes. Er erhöhte den Bildungsetat seines Staates auf einen historischen Höchststand. Schweitzer ist zudem der führende Experte der Demokraten im Bereich Landwirtschaft und Energie. Er gehörte zu den beliebtesten Politikern in den USA; so belegte er regelmäßig vordere Plätze bei entsprechenden Meinungsumfragen. Bei den Wahlen am 4. November 2008 wurde er mit 65,4 Prozent der Stimmen gegen den Republikaner Roy Brown im Amt bestätigt.
Nach zwei Amtszeiten trat Schweitzer im Jahr 2012 bei den Gouverneurswahlen verfassungsgemäß nicht erneut an. Die Wahl zu seinem Nachfolger gewann mit Steve Bullock erneut ein Demokrat. Brian Schweitzer ist verheiratet und hat drei Kinder.